# DFK Dainava
Maillots
Actualités
Le Dzūkijos Futbolo Klubas Dainava, plus couramment abrégé en DFK Dainava, est un club de football lituanien fondé en 2016 et basé dans la ville d'Alytus.
L'équipe participe à la A Lyga, la 1re division lituanienne.

## Histoire
Le club est fondé en 2016.

## Bilan par saison
| Saison | Championnat | Championnat | Championnat | Championnat | Championnat | Championnat | Championnat | Championnat | Championnat | Championnat | Coupe de Lituanie   |
| Saison | Division    | Pos         | Pts         | J           | V           | N           | D           | BP          | BC          | Diff        | Coupe de Lituanie   |
| ------ | ----------- | ----------- | ----------- | ----------- | ----------- | ----------- | ----------- | ----------- | ----------- | ----------- | ------------------- |
| 2016   | 2e          | 9e          | 43          | 30          | 13          | 4           | 13          | 57          | 46          | +11         | Seizièmes de finale |
| 2017   | 2e          | 4e          | 52          | 28          | 15          | 7           | 6           | 57          | 27          | +30         | Huitièmes de finale |
| 2018   | 2e          | 2e          | 57          | 26          | 17          | 6           | 3           | 59          | 22          | +37         | Demi-finales        |
| 2019   | 2e          | 4e          | 53          | 28          | 17          | 2           | 9           | 64          | 32          | +32         | Seizièmes de finale |
| 2020   | 2e          | 6e          | 32          | 20          | 10          | 2           | 8           | 28          | 19          | +9          | Quarts de finale    |
| 2021   | 1re         | 9e          | 35-3        | 36          | 9           | 11          | 16          | 39          | 56          | -17         | Huitièmes de finale |
| 2022   | 2e          | 1er         | 67          | 30          | 21          | 4           | 5           | 69          | 31          | +38         | Huitièmes de finale |
| 2023   | 1re         | 8e          | 31          | 36          | 7           | 10          | 19          | 25          | 40          | -15         | Seizièmes de finale |
| 2024   | 1re         | 4e          | 45          | 36          | 12          | 9           | 15          | 33          | 40          | -7          | Seizièmes de finale |

Légende
- Promotion en division supérieure.
- Relégué en division inférieure.

## Personnalités du club

### Présidents
- Žydrūnas Lukošiūnas

### Entraîneurs
| - Ričardas Grigaliūnas (mars 2016 - juin 2016) - Darius Gvildys (juin 2016 - 2017) - Donatas Vencevičius (janvier 2018 - 2018) - Kim Rønningstad (2019) | - Łukasz Hass (2020) - Fabio Mazzone (août 2020 - 2021) - Tomas Ražanauskas (avril 2021) - Mattiew Silva, (2022) - Siarhei Kuznetsoff, mai 2022- mai 2025 |

### Effectif professionnel actuel
Mise à jour au 2025 (alyga.lt)
| N° | Nat.                   | Poste | Nom du joueur                      |
| -- | ---------------------- | ----- | ---------------------------------- |
|    | Drapeau de la Géorgie  | D     | Nikoloz Chikovani ( FK Liepaja) ✔️ |
| 6  | Drapeau de la Lituanie | M     | Renatas Banevičius                 |
| 7  | Drapeau de l'Ukraine   | A     | Artem Baftalovskyi                 |
| 24 | Drapeau de la Lituanie | D     | Naglis Paliušis                    |

| No. | Nat.                   | Position | Nom du joueur       |
| --- | ---------------------- | -------- | ------------------- |
| 29  | Drapeau de la Lituanie | M        | Gustas Zabita       |
| 30  | Drapeau de la Lituanie | D        | Oskaras Lukošiūnas  |
| 77  | Drapeau de la Lituanie | G        | Airidas Mickevičius |

### Joueurs emblématiques
- Linas Klimavičius, (2021)
- Paulius Golubickas, (2021)
- Deivydas Matulevičius, (2021)
- Vytautas Lukša, (2021)

## Identité du club

### Maillots du club
| DFK Dainava | DFK Dainava |
| Maillots    | Maillots    |
| ----------- | ----------- |
| 2016–2018   | 2016–2018   |
| 2019–2020   | 2019–2020   |